# メディシンハット
メディシンハット（英: Medicine Hat）は、カナダ・アルバータ州南部の都市である。レスブリッジの東に位置し、人口63,271人（2021年統計）。
トランスカナダハイウェイが通り、サウスサスカチュワン川が市内を流れている。歴史的には、メディシンハットは天然ガスの産地として知られ、イギリスの作家ラドヤード・キップリングの作品に登場し知られるようになった。そのため「ザ・ガス・シティー（The Gas City）」とも呼ばれる。アルバータ州で6番目の都市である。
市名はブラックフット語「サアミス（Saamis）」（先住民族の「医者」にあたるメディシン・マンの被る鳥の羽の帽子）の英訳から来ている。

## 交通

### 道路
- トランスカナダハイウェイ

### 空港
- メディシンハット空港（YXH）

### 市内交通
- メディシンハット交通局（Medicine Hat Transit）

## 教育

### 大学
- メディシンハット・カレッジ（英語版）